# Mortal Kombat (film, 2021)
Mortal Kombat är en amerikansk kampsportsfantasyfilm från 2021 i regi av Simon McQuoid (även co-producent), från ett manus skrivet av Greg Russo och Dave Callaham, baserat på datorspelsserien med samma namn skapad av Ed Boon och John Tobias. Filmen fungerar som en form av reboot på filmserien om Mortal Kombat-spelen, där den är den tredje filmen i ordningen. Rollensemblen i filmen består bland annat av skådespelare som Lewis Tan, Jessica McNamee, Josh Lawson, Tadanobu Asano, Mehcad Brooks, Ludi Lin, Chin Han, Max Huang, Joe Taslim och Hiroyuki Sanada. En uppföljare, Mortal Kombat 2, planeras att släppas för biopremiär den 24 oktober 2025.

## Rollista
| Lewis Tan                    | – Cole Young               |
| Jessica McNamee              | – Sonya Blade              |
| Josh Lawson                  | – Kano                     |
| Mehcad Brooks                | – Jax                      |
| Ludi Lin                     | – Liu Kang                 |
| Max Huang                    | – Kung Lao                 |
| Tadanobu Asano               | – Raiden                   |
| Hiroyuki Sanada              | – Hanso Hasashi / Scorpion |
| Matilda Kimber               | – Emily Young              |
| Laura Brent                  | – Allison Young            |
| Sisi Stringer                | – Mileena                  |
| Mel Jarnson                  | – Nitara                   |
| Daniel Nelson/Damon Herriman | – Kabal                    |
| Joe Taslim                   | – Bi-Han / Sub-Zero        |
| Angus Sampson                | – Goro (röst)              |
| Chin Han                     | – Shang Tsung              |
| Nathan Jones                 | – Reiko                    |